# Kolačno
Kolačno je obec na Slovensku v okrese Partizánske v Trenčínském kraji ležící v severní části pohoří Tribeč.
První písemná zmínka v listině krále Ondřeje III. je z roku 1293. Dominantou obce je římskokatolický kostel svatého Josefa robotníka z roků 1951-1953.